# Даглас (острво Мен)
Даглас (енгл. Douglas, ман. Doolish) је главни град Острва Мен, његово највеће место и седиште владе. Даглас је пословни, трговински, саобраћајни и индустријски центар острва.
Према подацима из 2011. у граду живи 27.938 становника, што је око једне трећине укупног острвског становништва.

## Партнерски градови
- Ballymoney

## Становништво
| Година       |
| Становништво |
| ------------ |